# فیلیپ هلاندر
فیلیپ ویکتور هلاندر (سوئدی: Filip Viktor Helander؛ زادهٔ ۲۲ آوریل ۱۹۹۳) بازیکن فوتبال اهل سوئد است.
از باشگاه‌هایی که در آن بازی کرده‌است می‌توان به مالمو، ورونا و بولونیا اشاره کرد.
وی همچنین در تیم ملی فوتبال سوئد بازی کرده‌است.